# San Clemente de Lima
San Clemente de Lima är en ort i Mexiko.   Den ligger i kommunen Bahía de Banderas och delstaten Nayarit, i den centrala delen av landet, 700 km väster om huvudstaden Mexico City. San Clemente de Lima ligger 13 meter över havet och antalet invånare är 1 021.
Terrängen runt San Clemente de Lima är platt åt sydost, men åt nordväst är den kuperad. Havet är nära San Clemente de Lima åt sydväst. Runt San Clemente de Lima är det tätbefolkat, med 319 invånare per kvadratkilometer. Närmaste större samhälle är Puerto Vallarta, 14,0 km söder om San Clemente de Lima. 